# Fairey Seafox
Фері Сіфокс (англ. Fairey Seafox) — британський палубний поплавковий гідролітак — морський розвідник, розроблений компанією Fairey Aviation для повітряних сил ВМФ Британії в другій половині 1930-тих років. Брав обмежену участь у Другій світовій війні.

## Історія
У 1933 році Британське адміралтейство видало замовлення за специфікацією S.11/32 на розробку морського розвідувального гідролітака, що мав запускатися з катапульти. Фактично завдання видавалося тільки фірмі Fairey, фахівці якої на базі легкого бомбардувальника «Фокс», що вперше піднявся в небо 3 січня 1923 року, розробили проект компактного біплана, що отримав назву «Seafox» («Морський лис»).
Літак мав суцільнометалеву конструкцію, однак крила обшивалися полотном. У фюзеляжі типу монокок розміщувалися кабіни для пілота (відкритого типу) і стрільця-спостерігача (закрита плексигласовим ліхтарем). Шасі використовувалося тільки поплавкове. На озброєнні розвідувального літака був тільки один 7,7-мм кулемет на турелі у стрільця, що вів вогонь у задній напівсфері. Споконвічно в проекті передбачалася установка радіального двигуна Bristol «Aquila» потужністю 500 к.с., однак згодом його змінили на мотор фірми «Napier» меншої потужності.
У 1935 році завершилося проектування «Seafox», однак на думку замовників, його тактико-технічні характеристики були посередніми. Тим не менш, флот потребував саме таких літаків і в січні 1936 року з компанією був підписаний контракт на постачання 49 «Сіфоксів», який у вересні збільшили ще на 15 машин.
27 травня 1936 року дослідний зразок «Сіфокс», оснащений H-подібним двигуном Napier Rapier VI (395 к.с.), здійснив свій перший політ. Другий прототип, що злетів 5 листопада 1936, був спочатку поставлений на колісне шасі, але в процесі випробувань його переробили на поплавковий гідролітак. В результатах випробувань відмічали гарну керованість літака, але критикували охолодження двигуна і високу посадкову швидкість (93 км/год, замість очікуваних 74). Брак потужності двигуна також спричиняв проблеми при зльоті з води: в штиль «Сіфокс» дуже важко відривався від води.
Серійні поставляння почалися з квітня 1937 року і вже в 1938 році завершилися. Перший «Seafox», відразу після випробувань в авіаційному науково-дослідному інституті Великої Британії, перекинули на легкий крейсер «Нептун» у район Гібралтарської протоки. Випробувальний цикл корабельних іспитів був пройдений успішно й з другої половини 1937 гідролітаки стали поставлятися на інші великі кораблі ВМФ Великої Британії. Зокрема, «Seafox» поступили на озброєння на крейсери «Емеральд», «Орайон», «Аякс», «Аретьюза» і «Пінелопі». Крім того, після початку війни, одиничні гідролітаки відправили на допоміжні крейсери «Преторія Касл», «Астурія» і «Алькантара».
Спочатку «Seafox» лічився у складі 702-ї, 713-ї, 718-ї і 718-ї ескадрилей палубної авіації флоту, але в січні 1940 року їх звели до складу єдиної 700-ї ескадрильї (англ. No.700 Naval Air Squadron FAA).
Бойова кар'єра «Seafox» склалася досить погідно. На початковій фазі Другої світової війни ці гідролітаки в основному виконували завдання з розвідки і спостереження за кораблями противника. Єдиним істотним успіхом «Seafox» стала операція з «полювання» групи британських крейсерів за німецьким лінкором «Адмірал граф Шпеє» у грудні 1939 року. Лінкор вдалося загнати в гирло річки Ла-Плата, де завдяки коригуванню артилерійського вогню з борту «Seafox» крейсери завдали йому низку серйозних ушкоджень. Не маючи змоги втекти або відремонтувати свій корабель, екіпаж затопив «Адмірал граф Шпеє» на рейді уругвайської столиці Монтевідео.
З першої половини 1942 «Seafox» стали замінюватися на американські гідролітаки OS2U «Кінгфішер», проте окремі машини літали аж до липня 1943 року. До теперішнього часу жодного зразку «Сіфокс» не збереглося.

## Тактико-технічні характеристики

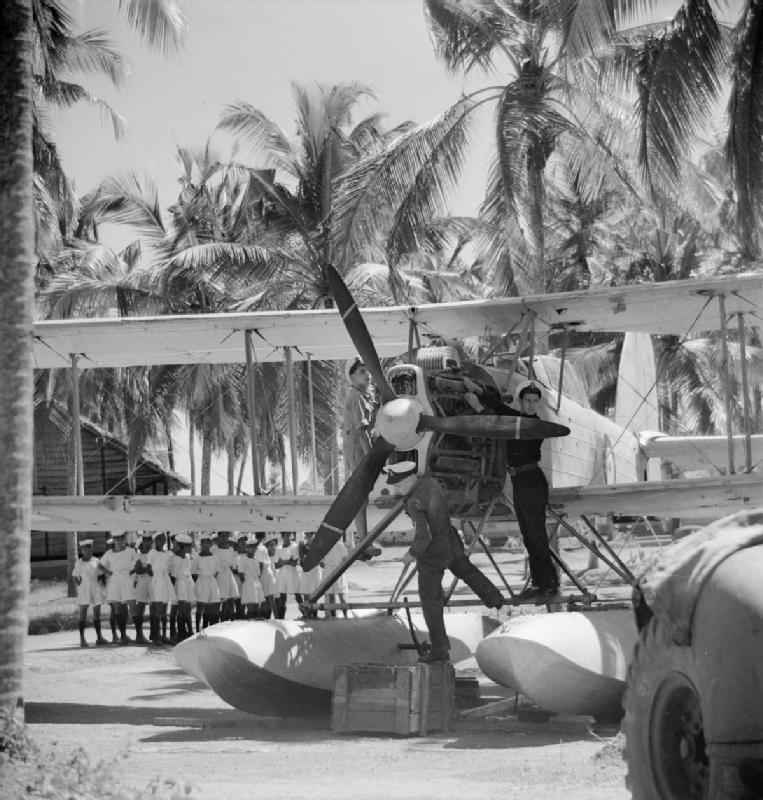
Seafox під час обслуговування на Цейлоні.

Дані з Consice Guide to British Aircraft of World War II

### Технічні характеристики (Fox I)
- Екіпаж: 2 особи
- Довжина: 10,81 м
- Висота: 3,68 м
- Розмах крила: 12,19 м
- Площа крила: 40,32 м ²
- Маса порожнього: 1726 кг
- Маса спорядженого: 2458 кг
- Двигун: Napier Rapier VI
- Потужність: 395 к.с. (295 кВт)

### Льотні характеристики
- Максимальна швидкість: 200 км/год на 1785 м.
- Крейсерська швидкість: 171 км/год
- Дальність польоту: 710 км
- Практична стеля: 3350 м

### Озброєння
- Стрілецьке:
  - 1 × 7,7-мм кулемет в кабіні стрільця